# 乙酰谷酰胺
乙酰谷酰胺（英語： 或 ，商品名有Neuramina等）是一种含氮有机化合物，化学式C
7H
12N
2O
4，为L-谷氨酰胺的乙酰化衍生物，可作为兴奋剂、益智藥和胃及十二指肠潰瘍在西班牙和日本销售。